# Ingeborg Weeke
Ingeborg Weeke (* 12. Januar 1905 in Kopenhagen als Ingeborg Wunsch; † 11. August 1985 in Gentofte) war eine dänische Malerin.

## Leben

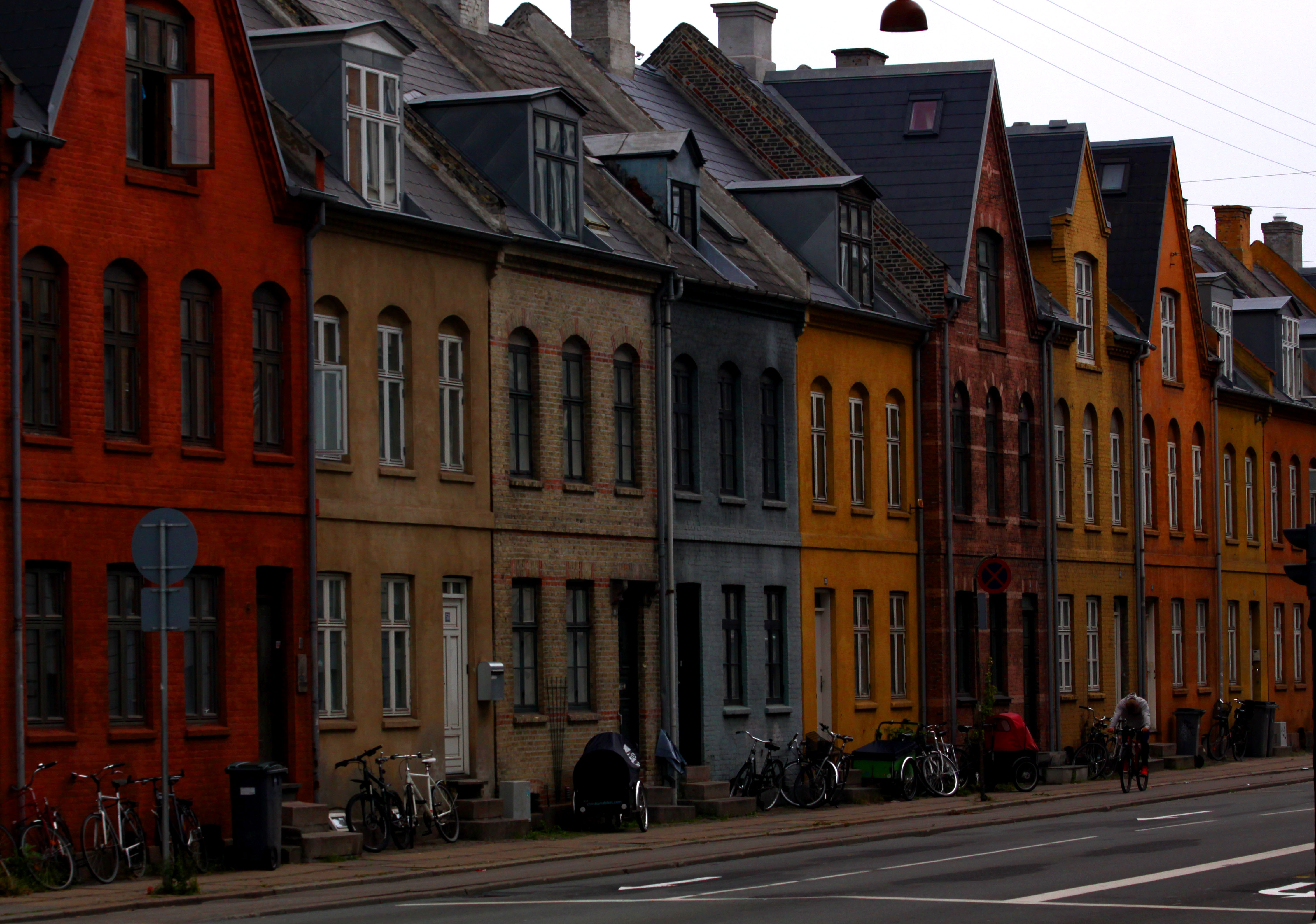
Webersgade in Kopenhagen

Ingeborg Weeke wurde als Tochter des Kaufmanns Robert Christian August Wunsch und seiner Frau Jensine Cathrine Marie Jørgensen geboren. Ihre Eltern besaßen ein Haus in der Webersgade 52, in der ersten Reihe der Kartoffelrækkerne, einer historischen Arbeitersiedlung im Kopenhagener Zentrum. Ihre Kindheit beschreibt Weeke als einfach und glücklich, geprägt von den Bewohnern und Gewerbetreibenden ihres Viertels. 1926 heiratete Weeke den Medizinstudenten und späteren Arzt Ejgil Weeke (27. März 1901–3. Februar 1967). Sie lebten im Stadtteil Brønshøj. Ihre Tochter Inge-Lise Weeke erlangte Bekanntheit als Architektin.

## Wirken
1948 nahm Ingeborg Weeke ein Studium an der Kunstakademie Kopenhagen auf und studierte von 1948 bis 1951 bei Kræsten Iversen sowie von 1952 bis 1954 bei Elof Risebye. Zu den Motiven ihrer Ölbilder und Zeichnungen gehörten neben Stillleben (Opstilling, 1958) und Landschaften (Motiv fra Utterslev mose) auch figürliche Darstellungen (Sort figur, 1955). Kennzeichnend für Weeke sind eine klare Formensprache sowie dunkle, satte Farben. Ihre Landschaften sind von breiten Flächen und weiten Landschaftslinien geprägt. In den späten 1960er Jahren schuf Weeke vermehrt abstrakte Kompositionen (Glødende form, 1969, Rød verden, 1970, Rød komposition, 1975, Blå kvadrater, 1979). 

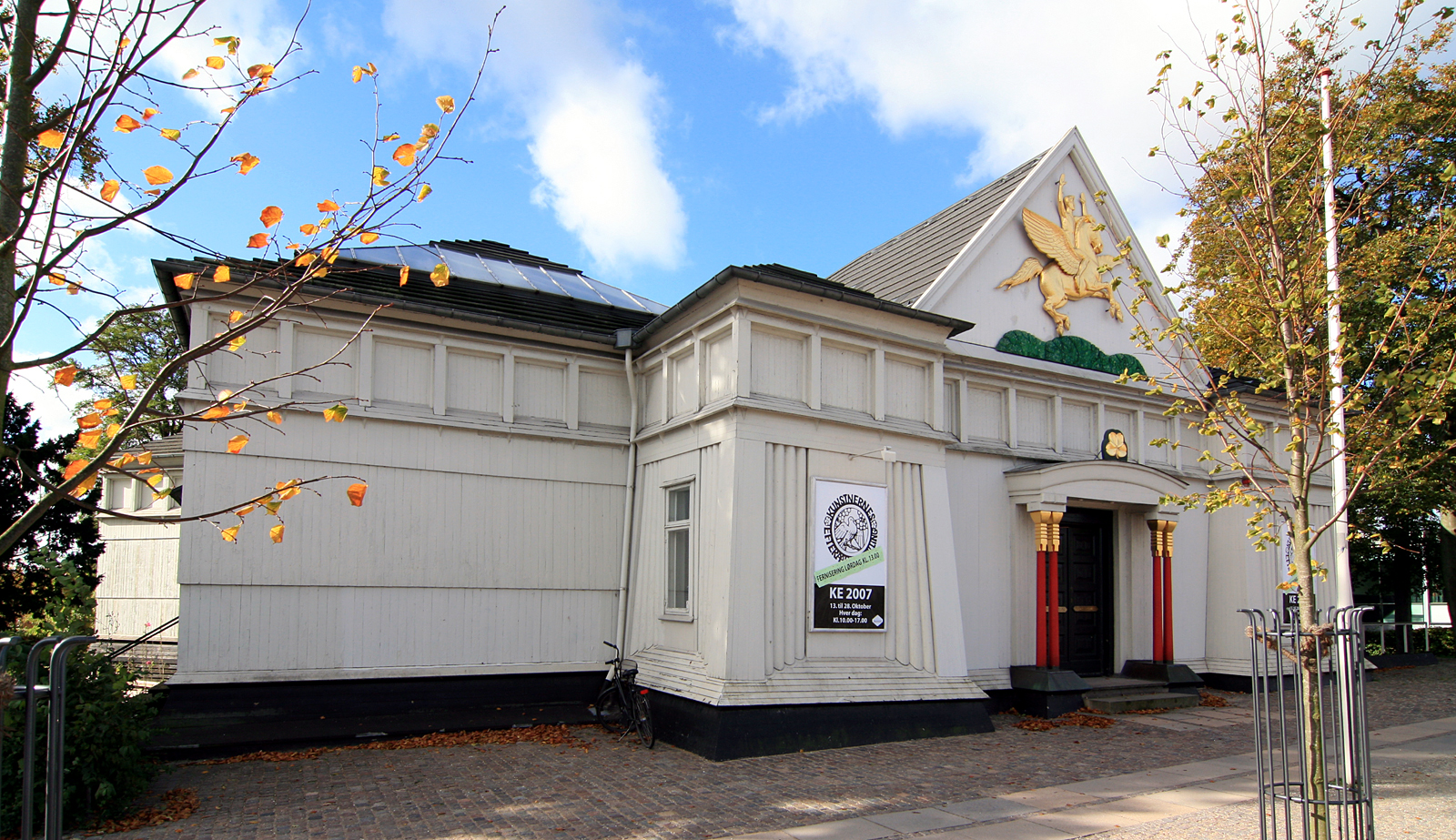
Kunstzentrum Den Frie Udstilling

Ihre Werke wurden in zahlreichen Ausstellungen in Dänemark und Frankreich gezeigt. In Kopenhagen beteiligte sie sich viele Jahre an den Ausstellungen des Kunstzentrums Den frie Udstillung (Kunsternes Efteraarsudstilling 1951, 1952, 1954, 1955, 1956, 1958, 1959, 1961, 1963). In den Jahren 1975 und 1976 wirkte sie hier außerdem als Kuratorin. In größeren Abständen stellte Weeke in der renommierten Kunsthalle auf Schloss Charlottenborg aus. Weeke erhielt eine Reihe von Kunstpreisen und Stipendien, unter anderem 1970 aus dem Statens Kunstfond. Weeke engagierte sich viele Jahre stark in der Künstlerbewegung und arbeitete dabei, neben anderen, mit Robert Jacobsen zusammen. Sie setzte sich außerdem dafür ein, die Kopenhagener Nikolajkirche für Ausstellungen zu nutzen, woraus die Nikolaj Kunsthal entstand.